# Asura asaphes
Asura asaphes là một loài bướm đêm thuộc phân họ Arctiinae, họ Erebidae.